# Анксиозност одвајања
Анксиозност одвајања се дефинише као емоционална реакција која се јавља када је осујећено, или се таквим чини, успостављање блискости са особом која привлачи или са којом постоји блиска емоционална привлачност. То је нормалан и конструктиван облик емоционалног реаговања, а добија димензију патолошког само у случајевима када је анксиозност врло високог интензитета и када се јавља у ситуацијама у којима се не би очекивала њена појава.